# David Oliver (attore)
David Oliver (Concord, 31 gennaio 1962 – Los Angeles, 12 novembre 1992) è stato un attore statunitense.

## Biografia
Dal 1983 al 1985 interpreta il personaggio di Perry Hutchins nella soap opera Destini. Nel 1986 impersona Sam Gardner nella miniserie televisiva A Year in the Life, trasformata nel 1987 in una serie televisiva, trasmessa dalla NBC, in Italia trasmessa da Raiuno con il titolo di Un anno nella vita per una stagione. La moglie di Oliver, in entrambe le miniserie, era interpretata da una giovane Sarah Jessica Parker.
Nel 1992 compare nella quinta stagione di Star Trek: The Next Generation, seconda serie live action del franchise di fantascienza Star Trek, creato da Gene Roddenberry negli anni sessanta con la serie classica, e prima dell'era The Next Generation, seguita da due spin-off e un prequel. David Olivier compare nell'episodio Il prezzo della vita (Cost of Living, trasmesso il 20 aprile 1992), in cui impersona un giovane uomo alieno, parte di una simulazione olografica allestita da Lwaxana Troi (Majel Barrett) per distrarre e rilassare la figlia Deanna (Marina Sirtis).
David Oliver muore di AIDS il 12 novembre, 1992.

## Filmografia

### Cinema
- Dimensione terrore (Night of the Creeps), regia di Fred Dekker (1986)
- Giochi di difesa (Monte Markham), regia di Monte Markham (1988)
- Deadly Intent, regia di Nigel Dick - direct-to-video (1988)
- La casa 7 (A Horror Show), regia di James Isaac (1989)
- Edoardo II (Edward II), regia di Derek Jarman (1991)
- Shadowchaser - Progettato per uccidere (Shadowchaser), regia di John Eyres - direct-to-video (1992)

### Televisione
- Destini (Another World) - soap opera, 9 puntate (1983-1985)
- Lady Blue - serie TV, episodio 1x04 (1985)
- Santa Barbara - soap opera, puntate 520-521 (1986)
- A Year in the Life, regia di Thomas Carter - miniserie TV, puntate 1-2-3 (1986)
- I quattro della scuola di polizia (21 Jump Street) - serie TV, episodio 1x04 (1987)
- Se è martedì allora siamo in Belgio (If It's Tuesday, It Still Must Be Belgium), regia di Bob Sweeney - film TV (1987)
- Un anno nella vita (A Year in the Life) - soap opera, 22 puntate (1987)
- Protect and Surf, regia di Larry Shaw - film TV (1989)
- La signora in giallo (Murder, She Wrote) - serie TV, episodio 7x02 (1990)
- Un angelo pellerossa (Miracle in the Wilderness), regia di Kevin James Dobson - film TV (1991)
- Star Trek: The Next Generation - serie TV, episodio 5x20 (1992)